# العلاقات البوروندية السيشلية
العلاقات البوروندية السيشلية هي العلاقات الثنائية التي تجمع بين بوروندي وسيشل.

## مقارنة بين البلدين
هذه مقارنة عامة ومرجعية للدولتين:
| وجه المقارنة                                              | بوروندي                                    | سيشل                                                |
| --------------------------------------------------------- | ------------------------------------------ | --------------------------------------------------- |
| المساحة (كم2)                                             | 27.83 ألف                                  | 459                                                 |
| عدد السكان (نسمة)                                         | 10.86 مليون                                | 95.84 ألف                                           |
| الكثافة السكانية (ن./كم²)                                 | 390.23                                     | 20.88 ألف                                           |
| العاصمة                                                   | بوجومبورا، جيتيغا                          | فيكتوريا                                            |
| اللغة الرسمية                                             | اللغة الكيروندية، لغة فرنسية، لغة إنجليزية | لغة فرنسية، لغة إنجليزية، اللغة الكريولية السيشيلية |
| العملة                                                    | فرنك بوروندي                               | روبية سيشلية                                        |
| الناتج المحلي الإجمالي (بليون دولار)                      | 3.48 مليار                                 | 1.49 مليار                                          |
| الناتج المحلي الإجمالي (تعادل القوة الشرائية) بليون دولار | 8.13 مليار                                 | 2.54 مليار                                          |
| الناتج المحلي الإجمالي الاسمي للفرد دولار أمريكي          | 277                                        | 15.48 ألف                                           |
| الناتج المحلي الإجمالي للفرد دولار أمريكي                 | 77                                         | 26.42 ألف                                           |
| مؤشر التنمية البشرية                                      | 0.400                                      | 0.772                                               |
| رمز المكالمات الدولي                                      | +257                                       | +248                                                |
| رمز الإنترنت                                              | .bi                                        | .sc                                                 |
| المنطقة الزمنية                                           | ت ع م+02:00                                | ت ع م+04:00                                         |

## منظمات دولية مشتركة
يشترك البلدان في عضوية مجموعة من المنظمات الدولية، منها:
| علم المنظمة | اسم المنظمة                                 | تاريخ انضمام بوروندي | تاريخ انضمام سيشل |
| ----------- | ------------------------------------------- | -------------------- | ----------------- |
|             | يونسكو                                      | 16 نوفمبر 1962       | 18 أكتوبر 1976    |
|             | وكالة ضمان الاستثمار متعدد الأطراف          | 10 مارس 1998         | 15 سبتمبر 1992    |
|             | الأمم المتحدة                               | 18 سبتمبر 1962       | 21 سبتمبر 1976    |
|             | مجموعة دول أفريقيا والكاريبي والمحيط الهادئ | ?                    | ?                 |
|             | الاتحاد البريدي العالمي                     | ?                    | ?                 |
|             | البنك الدولي للإنشاء والتعمير               | 28 سبتمبر 1963       | 29 سبتمبر 1980    |
|             | الاتحاد الدولي للاتصالات                    | 16 فبراير 1963       | 17 سبتمبر 1999    |
|             | منظمة حظر الأسلحة الكيميائية                | ?                    | 29 أبريل 1997     |
|             | مؤسسة التمويل الدولية                       | 28 نوفمبر 1979       | 11 يونيو 1981     |
|             | المركز الدولي لتسوية المنازعات الاستشارية   | 5 ديسمبر 1969        | 19 أبريل 1978     |
|             | منظمة الشرطة الجنائية الدولية               | ?                    | 1 سبتمبر 1977     |
|             | الاتحاد الأفريقي                            | 25 مايو 1963         | ?                 |
|             | البنك الإفريقي للتنمية                      | ?                    | ?                 |

## وصلات خارجية
- موقع وزارة الخارجية السيشلية